# فرودگاه نیروی هوایی سلطنتی تاپکلیف
فرودگاه نیروی هوایی سلطنتی تاپکلیف (به انگلیسی: RAF Topcliffe) یک فرودگاه نظامی است که یک باند فرود آسفالت دارد و طول باند آن ۱۸۱۴ متر است. این فرودگاه در کشور انگلستان قرار دارد و در ارتفاع ۲۸ متری از سطح دریا واقع شده است.